# Au risque de se perdre
Pour plus de détails, voir Fiche technique et Distribution.
Au risque de se perdre (titre original : The Nun's Story) est un film américain réalisé par Fred Zinnemann et sorti en 1959. Ce film est une adaptation directe du roman de Kathryn C. Hulme.

## Résumé
À 21 ans, Gabrielle Van der Mal, fille d'un chirurgien de grande réputation, décide d'entrer dans un couvent de Bruges. Devenue sœur Luc, elle participe avec ferveur à la cérémonie de prise de voile. L'apprentissage de la vie religieuse devient une épreuve cruelle, car la jeune femme supporte difficilement la règle d'obéissance absolue, dont elle ne perçoit guère le sens. Elle résiste aux efforts de persuasion d'une mère supérieure qui, au nom de la valeur d'humilité, lui demande d'échouer à l'examen final de l'École de médecine tropicale. Finalement reçue à cet examen, sœur Luc est envoyée dans un asile de malades mentaux à Bruxelles. Son esprit d'initiative mal contrôlé fait qu'elle réussit difficilement. Elle part pour le Congo où la Congrégation des sœurs Augustines lui confie un poste d'assistante en chirurgie au sein de l'hôpital réservé aux Européens alors qu'elle s'attendait à œuvrer auprès des patients indigènes. Elle devient l'assistante du docteur Fortunati, homme de devoir, fier de son athéisme. 
Après de nombreuses épreuves physiques et psychologiques, elle rentre en Belgique alors que la guerre menace, et se met au service d'un hôpital où elle est très vite confrontée à un cas de conscience face à l'occupation allemande. Pour rejoindre les rangs de la résistance, dans une scène finale dure de sens et de solitude, elle quitte le voile. Elle laisse ses habits rituels, récupère ses quelques effets personnels et sort par une porte dérobée qui s'ouvre sur une ruelle vide. Seuls les bruits de la ville accompagnent cette scène sans musique. 
Trois coups de bourdon se font entendre après l'apparition du carton portant en surimpression le mot « Fin ».

## Fiche technique
- Titre d’origine : The Nun's Story

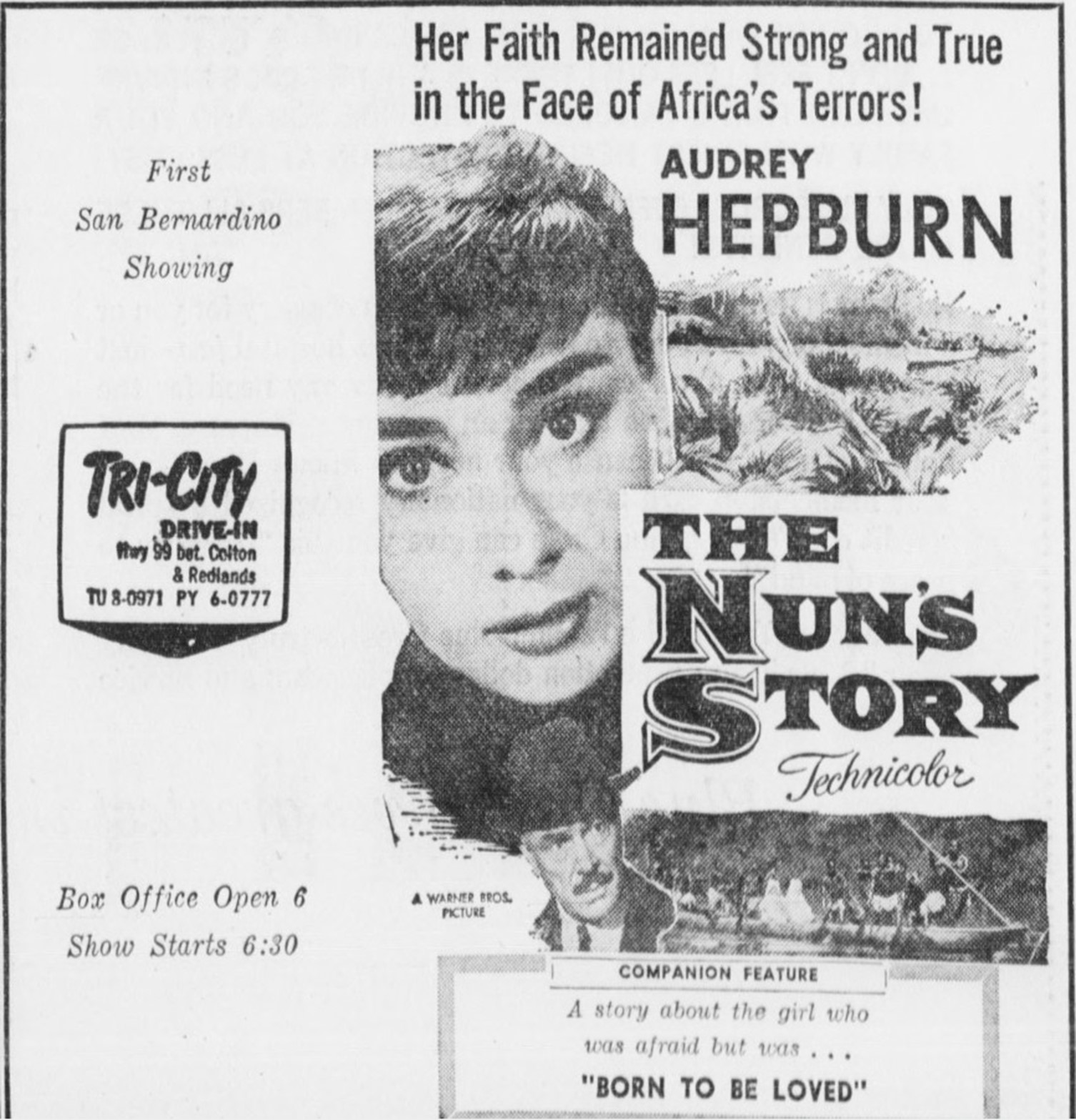
Annonce pour le film dans le San Bernardino Sun.

- Titre français : Au risque de se perdre
- Réalisation : Fred Zinnemann ; Sam Zebba (seconde équipe) ; Bernard Vorhaus (crédité Piero Mussetta) et Sergio Leone (non crédité) (assistants)
- Scénario : Robert Anderson, d'après le roman de Kathryn Hulme
- Direction artistique : Alexandre Trauner
- Photographie : Franz Planer
- Décors : Maurice Barnathan (de plateau)
- Costumes : Marjorie Best
- Montage : Walter Thompson
- Musique : Franz Waxman
- Production : Henry Blanke
- Société de production et de distribution : Warner Bros. Pictures
- Pays d’origine :  États-Unis
- Langue originale : anglais
- Format : couleur par Technicolor — 35 mm — 1,65:1 — son monophonique — recadré au format 1,85:1 pour sa sortie en DVD et à la télévision en 2009 (pour le cinquantième anniversaire)
- Genre : drame
- Durée : 149 minutes
- Dates de sortie : 
  - États-Unis : 18 juin 1959
  - France : 3 février 1960

## Distribution
- Audrey Hepburn (V. F. : Martine Sarcey) : Gabrielle Van der Mal / Sœur Luc
- Peter Finch (V. F. : Roger Rudel) : docteur Fortunati
- Dame Edith Evans (V. F. : Mona Dol) : mère supérieure Emmanuel
- Dame Peggy Ashcroft (V. F. : Nadine Alari) : mère Mathilde
- Dean Jagger (V. F. : Claude Péran) : docteur Van der Mal
- Mildred Dunnock (V. F. : Lita Recio) : sœur Margharita
- Beatrice Straight (V. F. : Jacqueline Ferrière) : mère Christophe
- Patricia Collinge (V. F. : Germaine Michel) : sœur William
- Rosalie Crutchley (V. F. : Thérèse Rigaut) : sœur Eleanor
- Ruth White (V. F. : Héléna Manson) : mère Marcella
- Barbara O'Neil (V. F. : Pauline Fainval) : mère Didyma
- Margaret Phillips (V. F. : Estelle Gérard) : sœur Pauline
- Molly Urquhart : sœur Augustine
- Lionel Jeffries (V. F. : Pierre Leproux) : docteur Goovaerts
- Niall MacGinnis (V. F. : Pierre Morin) : père Vermeuhlen
- Stephen Murray : père André
- Ave Ninchi : sœur Bernard (non créditée)

Source et légende : Version française (V. F.) selon Objectif Cinéma

## Autour du film
- Yves Montand et Gérard Philipe furent approchés pour incarner le chirurgien belge Fortunati, mais déclinèrent l’offre. Le rôle fut donc confié au Britannique Peter Finch.
- Vers le dernier tiers du film, sœur Luc doit rentrer en Belgique pour y convoyer un malade affecté d'un état dépressif profond, qui ne peut être efficacement traité au Congo. Or, nous ignorerons tout du déroulement de ce voyage, puisque nous retrouvons la religieuse, mission accomplie, dans un couvent belge, sans qu'il soit plus fait allusion à son périple. Cette ellipse peut s'expliquer de deux façons différentes : soit la séquence a été tournée mais non retenue au montage, le réalisateur l'ayant finalement jugée comme une longueur inutile ; soit on a jugé superflue la narration d'un voyage qui, dans l'économie interne du récit, n'avait pas d'autre fonction que de justifier le retour de sœur Luc en Belgique. Mais il ne s'agit là que de conjectures car le DVD disponible en France ne comporte aucun bonus ou commentaire susceptible d'éclairer le cinéphile sur ce point.
- La toute fin du film laisse planer le doute sur le devenir de sœur Luc, redevenue Gabrielle Van der Mal. Une fois sortie du couvent après avoir repris ses vêtements séculiers, nous la voyons en effet s'engager dans une petite rue débouchant sur une place qui doit se situer au carrefour de plusieurs voies ; parvenue sur cette place, la jeune femme paraît marquer un temps d'hésitation avant de s'engager sur la voie de droite et de disparaître à nos yeux. Confrontée au propre comme au figuré à une croisée de chemins, la ci-devant sœur Luc vient d'effectuer un choix sans doute décisif mais qui demeurera ignoré du spectateur.
- Le tournage de ce film a profondément marqué Audrey Hepburn, au point de la pousser à s'engager directement sur le plan humanitaire en faveur des défavorisés et des populations du tiers monde. À ce titre, elle se dépensera sans compter de 1988 à 1992 pour l'Unicef en tant qu'ambassadrice spéciale pour l’Afrique et l'Amérique latine.